# Tatjana Gojszczik
Tatjana Giennadijewna Gojszczik, z domu Nasonowa, ros. Татьяна Геннадиевна Гойщик z domu Насонова (ur. 6 lipca 1952 we wsi Konowałowo w obwodzie irkuckim) – rosyjska lekkoatletka specjalizująca się w biegach sprinterskich, uczestniczka letnich igrzysk olimpijskich w Moskwie (1980), złota medalistka olimpijska w biegu sztafetowym 4 × 400 metrów. Podczas swojej kariery reprezentowała Związek Socjalistycznych Republik Radzieckich.

## Sukcesy sportowe
| Rok  | Miasto       | Zawody                    | Konkurencja        | Wynik       |
| ---- | ------------ | ------------------------- | ------------------ | ----------- |
| 1980 | Sindelfingen | Halowe mistrzostwa Europy | bieg na 400 m      | brązowy     |
| 1980 | Moskwa       | Igrzyska olimpijskie      | sztafeta 4 × 400 m | złoty medal |

## Rekordy życiowe
- bieg na 400 metrów (stadion) – 50,49 – Moskwa 24/07/1979[1]
- bieg na 400 metrów (hala) – 52,71 – Sindelfingen 02/03/1980